# Robert Houston
Robert Houston (ur. w 1955) – amerykański scenarzysta, aktor i reżyser.

## Filmografia
scenarzysta
- 1980: Kat Shoguna
- 1989: Zaufaj mi
- 2002: Mighty Times: The Legacy of Rosa Parks

reżyser
- 1980: Kat Shoguna
- 1992: Playboy: Erotic Fantasies
- 1998: Rock the Boat
- 2004: Mighty Times: The Children's March

aktor
- 1977: Wzgórza mają oczy jako Bobby Carter
- 1979: 1941 jako Żołnierz Maddoxa
- 1985: Wzgórza mają oczy II jako Bobby

## Nagrody i nominacje
Został dwukrotnie nominowany do Oscara, otrzymał jedną statuetkę.